# Албрехт Кристиан Ернст фон Шьонбург
Албрехт/Алберт Кристиан Ернст фон Шьонбург (на немски: Albrecht/Albert Christian Ernst Graf und Herr von Schönburg zu Hinterglauchau) е граф и господар на Шьонбург-Хинтерглаухау в Курфюрство Саксония.

## Биография
Роден е на 22 януари 1720 година в Глаухау. Той е син (седмото дете от 10 деца) на граф Ото Ернст фон Шьонбург-Хинтерглаухау (1681 – 1746) и съпругата му графиня Вилхелмина Кристиана фон Золмс-Зоненвалде (1692 – 1772), дъщеря на граф Хайнрих Вилхелм II фон Золмс-Зоненвалде (1668 – 1718) и фрайин Йохана Маргарета от Фризия (1671 – 1694). Внук е на граф Кристиан Ернст фон Шьонбург-Хинтерглаухау (1655 – 1718) и първата му съпруга Юлиана Мария фон Шьонбург-Хартенщайн-Глаухау (1645 – 1683), дъщеря на фрайхер Ото Албрехт фон Шьонбург-Хартенщайн (1601 – 1681) и графиня Ернестина Ройс фон Плауен (1618 – 1650). Най-големият му брат е Хайнрих Ернст фон Шьонбург-Роксбург (1711 – 1777/1778), а най-малкият е Йохан Ернст (1725/26 – 1806).
Албрехт фон Шьонбург учи от 1731 до 1737 г. във „Franckeshe Pedagogium“ в Хале, след това следва право до 1738 г. в университета в Йена. През 1739 г. започва военна служба в Саксония, мести се обаче през 1744 г. заради кариерата си в пруската войска, където се издига на генерал-адютант и близък довереник на маркграф Карл Фридрих Албрехт фон Бранденбург-Швет, бъдещият му тъст.
След смъртта на баща му през 1746 г. той поема заедно с братята си Хайнрих Ернст и Йохан Ернст господството Хинтерглаухау. През 1751 г. Албрехт фон Шьонбург поема сам господството Хинтерглаухау след заплащане на 40 000 талера на братята си. Той остава да живее първо в Берлин. С избухването на Седемгодишната война Албрехт напуска пруската войска. През 1757 г. мести резиденцията си в дворец Хинтерглаухау. Там той престроява двореца и води престижен дворцов живот.
На 24 януари 1777 г. Албрехт фон Шьонбург започва саксонска военна служба в Глаухау. Той бяга, понеже е заплашен от арестуване и се обръща за помощ към Мария Терезия. Когато императорската войска е близо до границата с Бохемия-Саксония той се връща обратно в Глаухау и обявява пълното отделяне на господството Хинтерглаухау от Курфюрство Саксония. Заради политическия си неуспех и нарастващото недоволство на жителите му, заради данъците му от 1777 г., той се мести във Виена.
Албрехт фон Шьонбург е протестант и по-късно става католик. Така той става императорски таен съветник. Той продава финансовото задължено господство Хинтерглаухау през 1797 г. на синът си Алберт Хайнрих Готлоб Ото Ернст.
Албрехт фон Шьонбург умира на 9 март 1799 година във Виена на 79-годишна възраст.

## Фамилия
Първи брак: на 16 юни 1747 г. в Берлин се жени за Каролина фон Карловиц (* 12 декември 1731, Солдин; † 16 септември 1755, Берлин), дъщеря на маркграф Карл Фридрих Албрехт фон Бранденбург-Швет (1705 – 1762) и метресата му Доротея Регина Вутер, фрау фон Карловиц. Те имат три деца:
- Ернестина Каролина Вилхелмина Албертина (* 6 юни 1748, Берлин; † 21 март 1810, Дрехнов), омъжена в Берлин на 2 ноември 1770 г. за Фридрих Лудвиг Финк фон Финкенщайн (* 18 февруари 1745, Стокхолм; † 18 април 1818, Мадлиц)
- Фридрих Вилхелм Карл Ернст (* 9 януари 1751; † 17 юни 1751)
- Кристиан Вилхелм Карл Фридрих Ернст (* 14 юни 1752; † 9 март 1770)

Втори брак: на 19 юли 1757 г. в Кьостритц се жени за графиня Магдалена Франциска Елизабет фон Шьонбург-Фордерглаухау (* 28/30 януари 1727; † 2 януари 1772), дъщеря на граф Франц Хайнрих фон Шьонбург-Валденбург (1682 – 1746) и Йохана София Елизабет фон Шьонбург-Хартенщайн (1699 – 1739), дъщеря на граф Георг Алберт фон Шьонбург-Хартенщайн (1673 – 1716) и графиня София Сабина фон Вид (1677 – 1710). Те имат децата:
- Франциска Хенриета Ернестина (* 26 август 1758; † 8 септември 1780), омъжена за Фридрих Август Йозеф Франц Ксавер фон Науендорф (* 26 август 1758; † 8 септември 1780)
- Албрехт Хайнрих Готлоб Ото Ернст (* 6 април 1760; † 9 ноември/9 декември 1817), женен в Прага на 2 август 1802 г. за Мари Вилхелмина МкНевин О'Кели фон Аугхрим (* 27 юни 1783, Прага; † 16 август/31 август 1853, Линц ан Донау)
- Франц Готлоб Алберт Кристиан Ернст (* 20 април 1761; † 8 януари 1841)
- Готлоб Карл Лудвиг Кристиан Ернст (* 27 август 1762; † 1 май 1842), граф на Шьонбург-Хинтерглаухау баварски генерал, женен на 31 юли 1789 г. за графиня Фердинанда Хенриета фон Хохберг-Ронсток, фрайин фон Фюрстенщайн (* 24 февруари 1767; † 26 декември 1836)
- Херман Фридрих Хайнрих Готлоб Ернст (* 31 юли 1763; † 15 март 1764)
- Албертина Ернестина Кристиана (* 2 май 1765; † 11 юни 1836), омъжена за Йохан Ернст фон Хопфгартен

Трети брак: на 14 ноември 1785 г. се жени за графиня Мария Анна фон Щархемберг (* 4 декември 1756; † 12 декември 1787), дъщеря на граф Йозеф Франц Ксавер Юдас Тадеус (1724 – 1774) и графиня Ева Кароли де Нагикароли (1730 – 1799). Бракът е бездетен.
Четвърти брак: с Барбара Хан (* 15 септември 1772; † 1833). Бракът е бездетен.